# ド・ジッター (小惑星)
ド・ジッター (1686 De Sitter) は、小惑星帯に位置する小惑星である。オランダの天文学者ヘンドリク・ファン・ヘントがヨハネスブルグのユニオン天文台で発見した。
オランダの天文学者ウィレム・ド・ジッターから命名された。